# Mérites sportifs de la Communauté française
 (août 2016).
Si vous disposez d'ouvrages ou d'articles de référence ou si vous connaissez des sites web de qualité traitant du thème abordé ici, merci de compléter l'article en donnant les références utiles à sa vérifiabilité et en les liant à la section « Notes et références ».
Depuis 2001, et en collaboration avec les télévisions locales francophones, les Mérites sportifs de la Fédération Wallonie-Bruxelles (anciennement Mérites sportifs de la Communauté française) sont attribués par la Communauté française de Belgique à des sportifs élites et espoirs. Ils couvrent huit catégories.
En 2014, aucun prix n'est décerné. En 2015, le prix change de nom pour devenir les FrancoSports.
- Meilleur sportif
  - 2001 : Rik Verbrugghe - cyclisme
  - 2002 : Marc Wilmots - football
  - 2003 : Béa Diallo - boxe
  - 2004 : Axel Merckx - cyclisme
  - 2005 : Axel Hervelle - basket
  - 2006 : François Duval - rallye
  - 2007 : Jean-Michel Saive - tennis de table
  - 2008 : Yoris Grandjean - natation
  - 2009 : Bertrand Baguette - automobile
  - 2010 : Philippe Gilbert - cyclisme sur route
  - 2011 : Philippe Gilbert - cyclisme sur route
  - 2012 : Philippe Gilbert - cyclisme sur route
  - 2013 : Thierry Neuville - rallye
  - 2015 : David Goffin - tennis

- Meilleure sportive
  - 2001 : Justine Henin-Hardenne - tennis
  - 2002 : Muriel Sarkany - escalade
  - 2003 : Justine Henin-Hardenne - tennis
  - 2004 : Muriel Sarkany - escalade
  - 2005 : Laurence Rase - taekwondo
  - 2006 : Justine Henin-Hardenne - tennis
  - 2007 : Ludivine Henrion - cyclisme
  - 2008 : Justine Henin-Hardenne - tennis
  - 2009 : Charline Van Snick - judo
  - 2010 : Elisabeth Davin - 100 m haies
  - 2011 : Charline Van Snick - judo
  - 2012 : Charline Van Snick - judo
  - 2013 : Nafissatou Thiam - athlétisme
  - 2015 : Charline Van Snick - judo

- Meilleure équipe masculine
  - 2001 : non attribué
  - 2002 : La Villette Charleroi - tennis de table
  - 2003 : La Villette Charleroi - tennis de table
  - 2004 : Olivier Rochus et Xavier Malisse - double en tennis
  - 2005 : Mathieux Loicq et Marc Ledoux - tennis de table
  - 2006 : Dexia Mons-Hainaut - basket
  - 2007 : Équipe nationale de football des moins de 21 ans
  - 2008 : Relais 4 × 400 m - athlétisme
  - 2009 : Équipe nationale de hockey sur gazon des moins de 18 ans
  - 2010 : Équipe nationale de relais 4 × 400m - athlétisme
  - 2011 : Équipe nationale de relais 4 × 400m - athlétisme
  - 2012 : Collectif francophone de l'équipe nationale de hockey sur gazon
  - 2015 : Équipe de Coupe Davis - tennis

- Meilleure équipe féminine
  - 2001 : non attribué
  - 2002 : Dexia Namur - basket
  - 2003 : Dexia Namur - basket
  - 2004 : Fémina Visé - handball
  - 2005 : Dexia Namur - basket
  - 2006 : Dauphines de Charleroi - volley
  - 2007 : Équipe nationale de basket-ball des moins de 21 ans
  - 2008 : Relais 4 × 100 m - athlétisme
  - 2009 : Équipe nationale de basket-ball des moins de 16 ans
  - 2010 : Équipe nationale de basket-ball des moins de 17 ans
  - 2011 : Équipe nationale de basket-ball des moins de 16 ans
  - 2012 : Équipe nationale de hockey sur gazon
  - 2015 : Castors Braine - basket

- Meilleure équipe
  - 2013 : Équipe nationale de football

- Meilleur espoir masculin
  - 2001 : non attribué
  - 2002 : Steve Darcis - tennis
  - 2003 : Philippe Gilbert - cyclisme
  - 2004 : Maxime Monfort - cyclisme
  - 2005 : Yoris Grandjean - natation
  - 2006 : Kévin Borlée - athlétisme
  - 2007 : Yoris Grandjean - natation
  - 2008 : François Heersbrandt - natation
  - 2009 : Julien Watrin - athlétisme
  - 2010 : Romelu Lukaku - football
  - 2011 : Loïc Timmermans - escalade
  - 2012 : Adrien Quertinmont - judo
  - 2013 : Dylan Borlée - athlétisme
  - 2015 : Si Mohamed Ketbi - taekwondo

- Meilleur espoir féminin
  - 2001 : non attribué
  - 2002 : Marie-Amandine Vande Ghinste - voile
  - 2003 : Olivia Borlée - athlétisme
  - 2004 : Amandine Willems - équitation
  - 2005 : Fanny Borremans - taekwondo
  - 2006 : Chloé Graftiaux - escalade
  - 2007 : Marjorie Carpréaux - basket-ball
  - 2008 : Charline Van Snick  - judo
  - 2009 : Anne Zagré - athlétisme
  - 2010 : Lola Mansour - judo
  - 2011 : Hind Ben Abdelkader - basket
  - 2012 : Lola Mansour - judo
  - 2013 : Julie Allemand - basket-ball
  - 2015 : Amal Amjahid - ju-jitsu

- Prix de l'Éthique sportive
  - 2001 : asbl Sports et différence
  - 2002 : Cyclo-cœur
  - 2003 : Albert Sieben - boxe
  - 2004 : École de natation de Saint-Josse-ter-Noode
  - 2005 : Arnaud Duquesnes
  - 2006 : MyFair : Anderlecht - stages sportifs
  - 2007 : Jérôme Nzolo - football
  - 2008 : asbl BESEP - aide aux malades par le sport
  - 2009 : ASBL Domaine de Beauplateau
  - 2010 : Royal Kituro Rugby Club
  - 2011 : Aloys Nong, parrain de la Fondation Samilla

- Prix des télévisions locales
  - 2001 : André Menu - alpinisme
  - 2002 : Alain et Bruno Lewuillon - aviron
  - 2003 : Arnaud Van Schevensteen - alpinisme
  - 2004 : Home de Cerfontaine : Peruwelz
  - 2005 : Fernand Maréchal et Alain Charlier
  - 2006 : Édith Graf - athlétisme
  - 2007 : Alain Hubert et Dixie Dansercoer
  - 2008 : Benoît Pauwels - motocross
  - 2009 : Alain Dabe - course de fond
  - 2010 : Jean-François Lenvain - raids de course à pied
  - 2011 : Special Olympics
  - 2012 : Lionel Cox- tir à la carabine
  - 2013 : Marc Ledoux et Matthieu Loicq - ping-pong

- Meilleur sportif handisport
  - 2013 : Joachim Gérard - tennis
  - 2015 : Joachim Gérard - tennis

- Le palmarès compte aussi des prix spéciaux :
  - 2004, prix spécial du Mérite d'Or : Justine Henin-Hardenne - tennis
  - 2006, prix spécial du Jury : Mike Denayer et Joachim Gérard - tennis en chaise roulante
  - 2008, prix coup de cœur : Kévin et Olivia Borlée - athlétisme
  - 2009, prix coup de cœur : Olivia Borlée - athlétisme et Philippe Gilbert - cyclisme
  - 2010, prix coup de cœur : Philippe Lejeune et Virginie Caulier - équitation
  - 2011, prix coup de cœur : Philippe Gilbert et Ludivine Henrion- cyclisme
  - 2012, prix coup de cœur : Lionel Cox - tir à la carabine et Charline Van Snick - judo